# Willi Wülbeck
Willi Wülbeck (Oberhausen, 1954. december 18. –) német atléta, középtávfutó.
Az 1976-os montreáli olimpián negyedik lett. A moszkvai olimpiát a nyugatnémet sportolók bojkottja miatt kénytelen volt kihagyni, míg 1984-ben sérülés miatt maradt távol Los Angelestől.
Két európa-bajnoki nyolcadik helyezése van: 1974-ből és 1982-ből.
Élete nagy eredményét az 1983-as atlétikai világbajnokságon érte el Helsinkiben: a versenyszám első világbajnoka lett. A verseny nagy esélyeseit megelőzve 1:43.65-ös eredménnyel győzött, s ez az eredmény máig a fennálló német rekord.
Noha versenyzett 1500 méteren is, nagy eredményeket abban a számban nem ért el. Legjobb eredménye 3:33.74, ez a német örökranglista 7. helyét jelenti számára.
1974 és 1983 között – egyedülálló módon – megnyerte az összes német bajnoki címet 800 méteres síkfutásban.